# Rancho Gavilán
Rancho Gavilán är en ort i Mexiko.   Den ligger i kommunen Santa María Jacatepec och delstaten Oaxaca, i den sydöstra delen av landet, 400 km sydost om huvudstaden Mexico City. Rancho Gavilán ligger 337 meter över havet och antalet invånare är 117.
Terrängen runt Rancho Gavilán är lite bergig, och sluttar västerut. Runt Rancho Gavilán är det ganska glesbefolkat, med 47 invånare per kvadratkilometer. Närmaste större samhälle är San Juan Bautista Valle Nacional, 12,6 km väster om Rancho Gavilán. I omgivningarna runt Rancho Gavilán växer i huvudsak städsegrön lövskog.